# Montross (Virginia)
Montross település az Amerikai Egyesült Államok Virginia államában, Westmoreland megyében, melynek megyeszékhelye is. Lakosainak száma 333 fő (2020. április 1.).

## Népesség
A település népességének változása:

| 2010 | 384 |
| 2020 | 333 |